# Plešivica (Žužemberk)

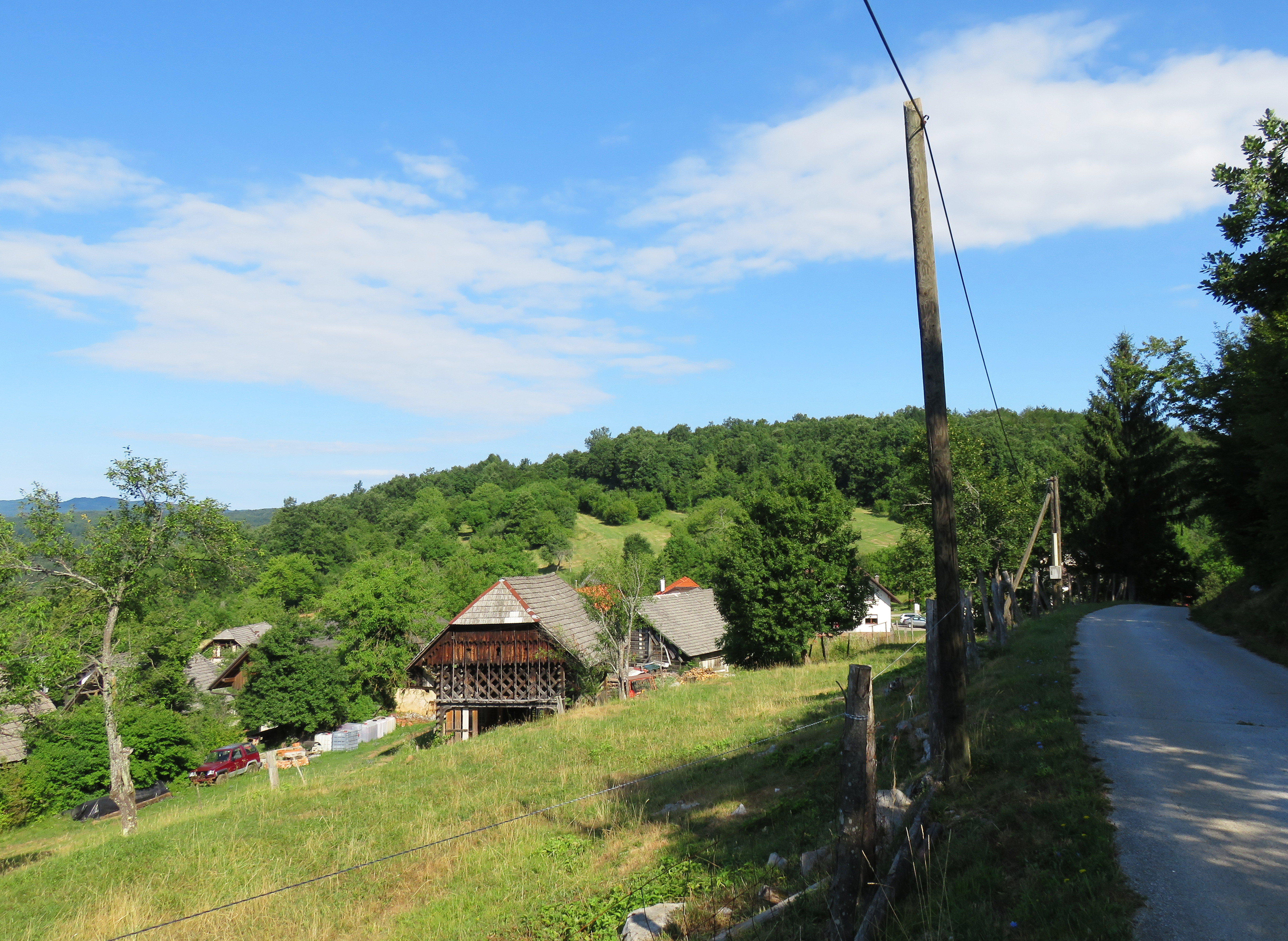
Plešivica, Žužemberk

Plešivica – ausgesprochen [plɛˈʃiːʋitsa] – (deutsch Pleschiwitz) ist ein kleines Dorf oberhalb von Šmihel pri Žužemberku am rechten Ufer der Krka (Gurk), nordwestlich von Žužemberk.
Die Gegend ist Teil der historischen Region Unterkrain und gehört heute zur Region Jugovzhodna Slovenija (Südost-Slowenien).

## Name
Der Ortsname wurde 1988 von Pleševica in Plešivica geändert.

## Kirche

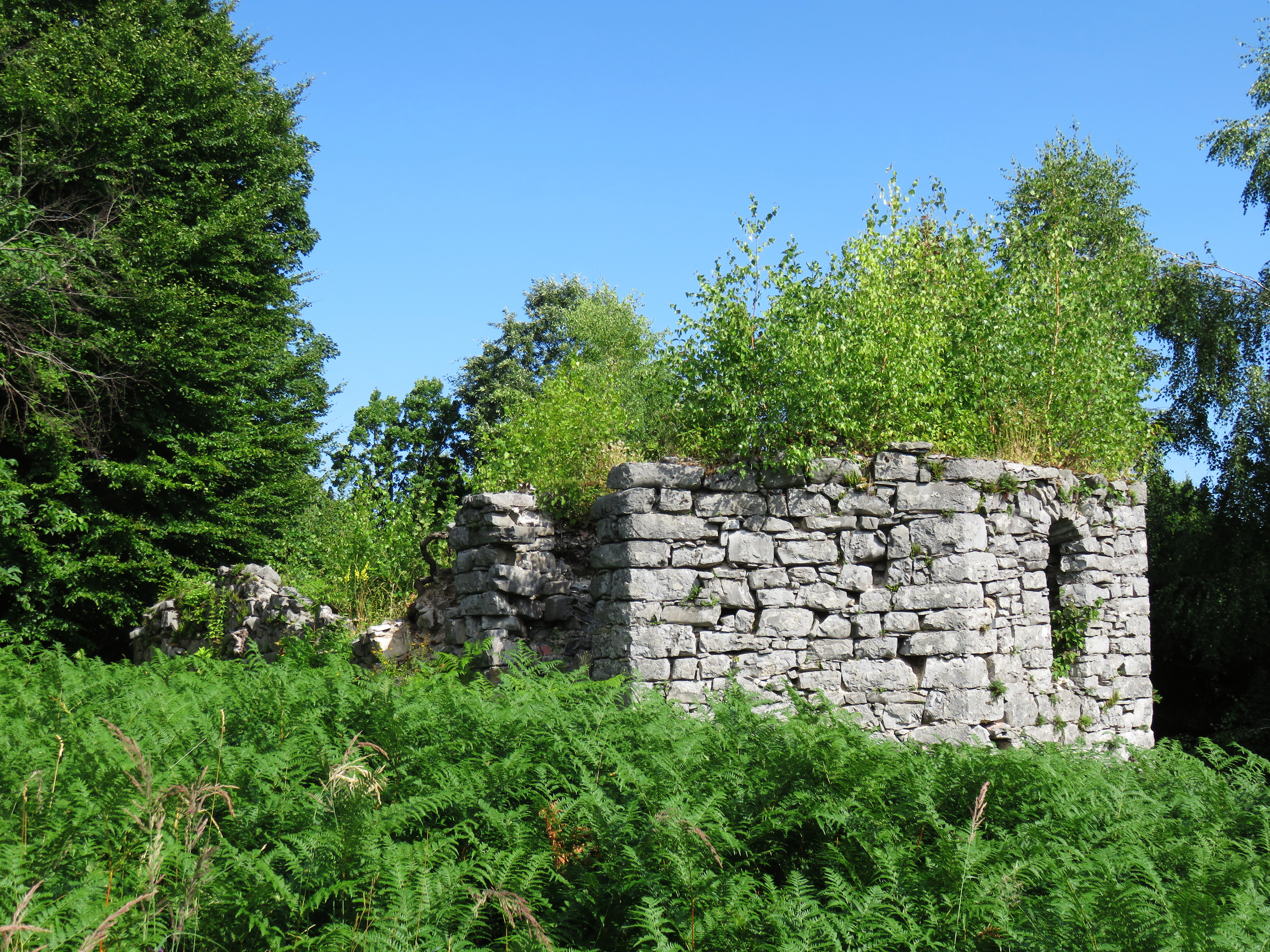
Ruine der Katharinenkirche, Plešivica

Die Kirche oberhalb des Dorfes war der hl. Katharina gewidmet und wurde erstmals 1526 schriftlich erwähnt. Das Gebäude wurde 1943 im Rahmen von Partisanenkämpfen zerstört.